# Orlyplein

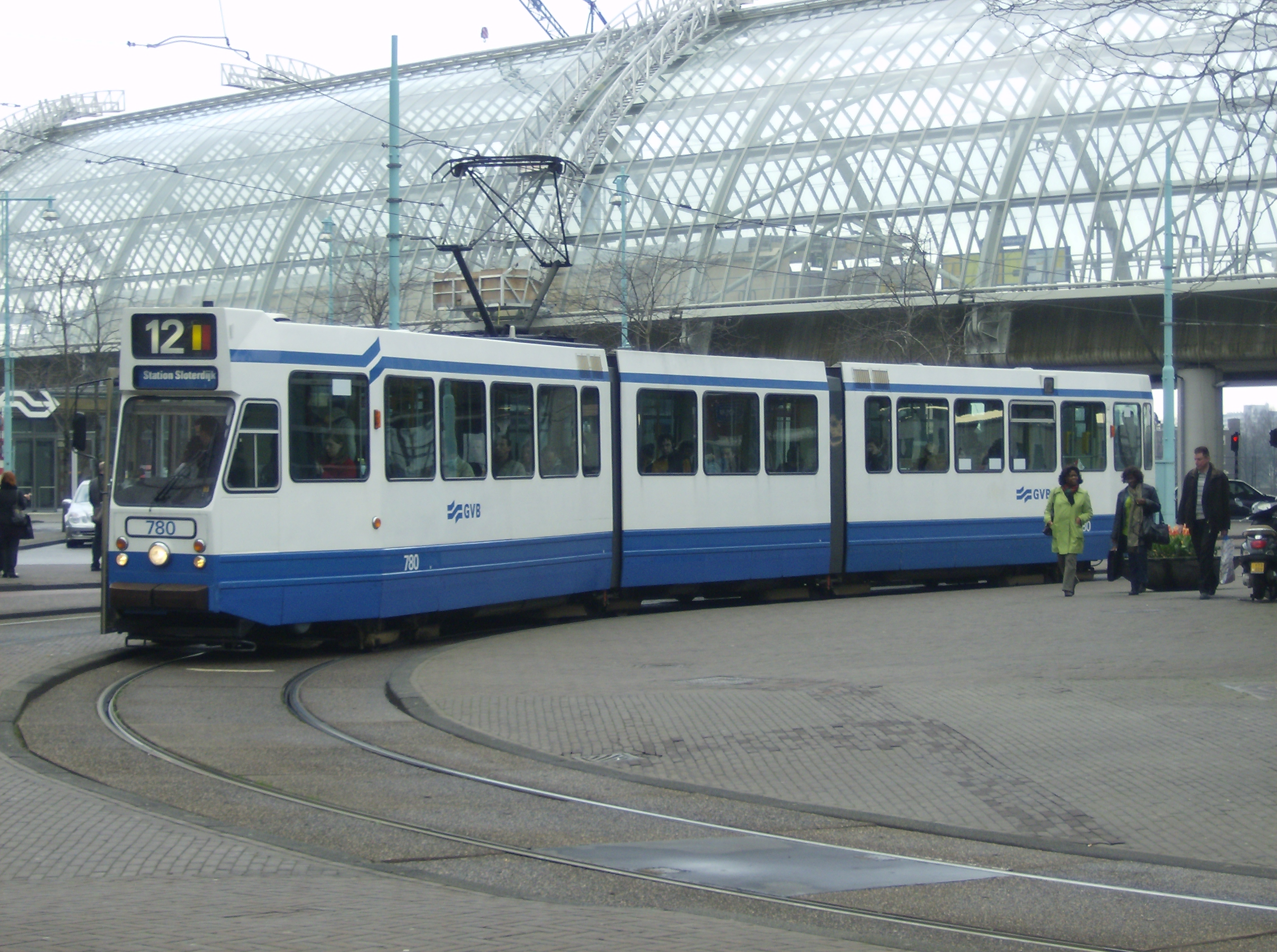
Lijn 12 op de voormalige keerlus (tot november 2010) voor Station Sloterdijk.

Het Orlyplein is een verhoogd plein in Amsterdam-Westpoort aan de westkant van het station Sloterdijk en is gelegen boven het perron en de sporen voor de spoorlijn naar Haarlem. Sinds 2009 is er een apart stationsgedeelte aan de Hemboog. Het plein kreeg zijn naam in 1989 en werd vernoemd naar de Luchthaven Orly van Parijs.
Van 1983 tot 1985 was er een tijdelijk stationsplein en busstation ten zuiden van het station. Sinds 1985 is het Orlyplein het stationsplein vóór het station, waar ook tot eind 2010 het busstation voor de stads- en streeklijnen was. Ook had tramlijn 12 hier zijn keerlus en van 1985 tot 1989 ook tramlijn 14. Op het midden van het plein staat een horecagelegenheid.
In het kader van de vernieuwing van het station verhuisde dit busstation, met tram 12, eind 2010 naar de zuidoostzijde van het station op het op de begane grond gelegen Carrascoplein.
Volgens de plannen van de gemeente zou het Orlyplein worden herontwikkeld en bebouwd met kantoorgebouwen. Deze plannen zijn echter niet tot uitvoering gekomen. Het oude busstation op het plein was nog lange tijd aanwezig en lag er verlaten bij omdat de vernieuwing van het station en de omgeving zijn opgeschort. In 2015 werd het plein opnieuw ingericht met een tuin en meer groen. Ook kwam er meer horeca. In 2016 werd het beeld 178 Bottles, 1 Message van Lieuwe Martijn Wijnands en Saskia Hoogendoorn geplaatst.